# Peter Charles
Peter Charles, MBE (* 8. Januar 1960 in Liverpool, North West England) ist ein britischer Springreiter.
Im März 2013 befindet er sich auf Platz 144 der Weltrangliste.

## Werdegang
1992 nahm er die irische Staatsbürgerschaft an und ritt somit bei den Olympischen Spielen 1992 in Barcelona und 1996 in Atlanta für Irland. 2007 nahm er wieder die britische Staatsbürgerschaft an.
Bei den Europameisterschaften im Jahr 1995, bei denen er für Irland ritt, gewann er Einzelgold und sicherte der irischen Equipe die erste Goldmedaille seit 30 Jahren.
Bei den Olympischen Spielen 2012 in London gewann er mit der britischen Equipe die Goldmedaille, im Einzel belegte er Rang 65.

## Privates
Charles ist Amateurgolfer, stand 2009 bei den Portuguese Pro/Am Championship neben Profigolfer David Howell und Fußballspieler Stephen Penny auf dem Podest.

## Pferde (Auszug)
aktuelle:
- Odie de Frevent (* 2002), Selle Français, braune Stute, Muttervater: Jalisco B
- Nevada (* 2009), Selle Français, Fuchshengst, Vater: Rosire, Muttervater: Benroy

ehemalige Turnierpferde:
- Vindicat W (* 2002), KWPN, brauner Wallach, Vater: Guidam, Muttervater: Libero H,  2008 – 2012, inzwischen von Jessica Springsteen geritten.[2][3]
- Kruger
- Benetton de Lomprez

## Erfolge

### Championate und Weltcup
- Olympische Spiele
  - 1992, Barcelona: mit Kruger 14. Platz mit der Mannschaft und 40. Platz im Einzel
  - 1996, Atlanta: mit Benetton de Lomprez 8. Platz mit der Mannschaft und 11. Platz im Einzel
  - 2012, London: mit Vindicat 1. Platz mit der Mannschaft und 65. Platz im Einzel
- Weltreiterspiele
  - 1994, Den Haag: mit Impulse 9. Platz mit der Mannschaft und 51. Platz im Einzel
  - 1998, Rom: mit T′Aime 8. Platz mit der Mannschaft und 16. Platz im Einzel
  - 2002, Jerez de la Frontera: mit Corrada 7. Platz mit der Mannschaft und 10. Platz im Einzel
- Europameisterschaften
  - 1995, St. Gallen: mit La Ina 1. Platz im Einzel